# ده یادگار
ده یادگار یکی از روستاهای شهرستان زهک استان سیستان و بلوچستان ایران است.